# Circuito de Baloncesto de la Costa del Pacífico 2018
La Temporada 2018 del CIBACOPA fue la decimoctava edición del Circuito de Baloncesto de la Costa del Pacífico. El torneo comenzó el 5 de abril de 2018 con diez equipos de los estados de Baja California, Durango, Sinaloa y Sonora.

## Campeón de Liga
El Campeonato del Circuito de Baloncesto de la Costa del Pacífico lo obtuvieron los Tijuana Zonkeys, los cuales derrotaron en la Serie Final a los Halcones de Ciudad Obregón por 4 juegos a 2, coronándose el equipo tijuanense en calidad de local en el Auditorio Fausto Gutiérrez Moreno de Tijuana, Baja California.

## Equipos participantes
| Circuito de Baloncesto de la Costa del Pacífico 2018 |           |                      |                          |                                        |           |
| Equipo                                               | Fundación | Entrenador           | Ciudad                   | Pabellón                               | Capacidad |
| Águilas Doradas de Durango                           | 2017      | Carlos Key           | Durango, Durango         | Auditorio del Pueblo                   | 3,500     |
| Caballeros de Culiacán                               | 2000      | Martin Knežević      | Culiacán, Sinaloa        | Polideportivo Juan S Millán            | 2,000     |
| Frayles de Guasave                                   | 2001      | Jeff Moore           | Guasave, Sinaloa         | Gimnasio "Luis Estrada Medina"         | 2,000     |
| Garra Cañera de Navolato                             | 2012      | Andrés Contreras     | Navolato, Sinaloa        | Gimnasio "Briseida Acosta Balarezo"    | 1,200     |
| Halcones de Ciudad Obregón                           | 2016      | Gustavo Pacheco      | Ciudad Obregón, Sonora   | Gimnasio "Manuel Lira García"          | 3,000     |
| Náuticos de Mazatlán                                 | 2001      | Eric Weissling       | Mazatlán, Sinaloa        | Centro de Usos Múltiples de Mazatlán   | 8,000     |
| Ostioneros de Guaymas                                | 2009      | Lewis LaSalle Taylor | Guaymas, Sonora          | Gimnasio Municipal de Guaymas          | 1,200     |
| Pioneros de Los Mochis                               | 2001      | Adolfo Sánchez       | Los Mochis, Sinaloa      | Centro de Usos Múltiples de Los Mochis | 5,830     |
| Rayos de Hermosillo                                  | 2008      | Mario Andriolo       | Hermosillo, Sonora       | Gimnasio de la Universidad de Sonora   | 3,500     |
| Tijuana Zonkeys                                      | 2010      | James Penny          | Tijuana, Baja California | Auditorio Fausto Gutiérrez Moreno      | 4,888     |

## Tabla de posiciones
- Actualizadas las clasificaciones al 13 de junio de 2018. [4]

JJ = Juegos Jugados, JG = Juegos Ganados, JP = Juegos Perdidos, Ptos. = Puntos Obtenidos
| Clasificado a los playoffs |

| Eliminado de los playoffs |

| Clasificación General |                            |    |    |    |       |
| Posición              | Equipo                     | JJ | JG | JP | Ptos. |
| 1                     | Garra Cañera de Navolato   | 38 | 24 | 14 | 62    |
| 2                     | Rayos de Hermosillo        | 38 | 22 | 16 | 60    |
| 3                     | Pioneros de Los Mochis     | 38 | 16 | 22 | 54    |
| 4                     | Tijuana Zonkeys            | 38 | 21 | 17 | 59    |
| 5                     | Caballeros de Culiacán     | 38 | 21 | 17 | 59    |
| 6                     | Náuticos de Mazatlán       | 38 | 16 | 22 | 54    |
| 7                     | Águilas Doradas de Durango | 38 | 18 | 20 | 56    |
| 8                     | Halcones de Ciudad Obregón | 38 | 17 | 21 | 55    |
| 9                     | Ostioneros de Guaymas      | 38 | 19 | 19 | 57    |
| 10                    | Frayles de Guasave         | 38 | 16 | 22 | 54    |

## Playoffs
|  | Cuartos de final | Cuartos de final | Cuartos de final |          |   | Semifinales              | Semifinales              | Semifinales              |  |   | Final            | Final            | Final            |  |
|  | 16 - 27 de junio | 16 - 27 de junio | 16 - 27 de junio |          |   | 28 de junio - 7 de julio | 28 de junio - 7 de julio | 28 de junio - 7 de julio |  |   | 10 - 19 de julio | 10 - 19 de julio | 10 - 19 de julio |  |
|  |                  |                  |                  |          |   |                          |                          |                          |  |   |                  |                  |                  |  |
|  |                  |                  |                  |          |   |                          |                          |                          |  |   |                  |                  |                  |  |
|  | 4                | Zonkeys          | 4                |          |   |                          |                          |                          |  |   |                  |                  |                  |  |
|  | 4                | Zonkeys          | 4                |          |   |                          |                          |                          |  |   |                  |                  |                  |  |
|  | 5                | Caballeros       | 2                |          |   |                          |                          |                          |  |   |                  |                  |                  |  |
|  | 5                | Caballeros       | 2                |          | 4 | Zonkeys                  | 4                        |                          |  |   |                  |                  |                  |  |
|  |                  |                  |                  |          | 4 | Zonkeys                  | 4                        |                          |  |   |                  |                  |                  |  |
|  |                  |                  | 6                | Náuticos | 1 |                          |                          |                          |  |   |                  |                  |                  |  |
|  | 3                | Pioneros         | 6                | Náuticos | 1 | 3                        |                          |                          |  |   |                  |                  |                  |  |
|  | 3                | Pioneros         |                  |          |   |                          |                          |                          |  |   |                  |                  |                  |  |
|  | 6                | Náuticos         | 4                |          |   |                          |                          |                          |  |   |                  |                  |                  |  |
|  | 6                | Náuticos         | 4                |          |   |                          |                          |                          |  | 4 | Zonkeys          | 4                |                  |  |
|  |                  |                  |                  |          |   |                          |                          |                          |  | 4 | Zonkeys          | 4                |                  |  |
|  |                  |                  | 8                | Halcones | 2 |                          |                          |                          |  |   |                  |                  |                  |  |
|  | 2                | Rayos            | 8                | Halcones | 2 | 4                        |                          |                          |  |   |                  |                  |                  |  |
|  | 2                | Rayos            |                  |          |   |                          |                          |                          |  |   |                  |                  |                  |  |
|  | 7                | Águilas Doradas  | 1                |          |   |                          |                          |                          |  |   |                  |                  |                  |  |
|  | 7                | Águilas Doradas  | 1                |          | 2 | Rayos                    | 2                        |                          |  |   |                  |                  |                  |  |
|  |                  |                  |                  |          | 2 | Rayos                    | 2                        |                          |  |   |                  |                  |                  |  |
|  |                  |                  | 8                | Halcones | 4 |                          |                          |                          |  |   |                  |                  |                  |  |
|  | 1                | Garra Cañera     | 8                | Halcones | 4 | 1                        |                          |                          |  |   |                  |                  |                  |  |
|  | 1                | Garra Cañera     |                  |          |   |                          |                          |                          |  |   |                  |                  |                  |  |
|  | 8                | Halcones         | 4                |          |   |                          |                          |                          |  |   |                  |                  |                  |  |
|  | 8                | Halcones         | 4                |          |   |                          |                          |                          |  |   |                  |                  |                  |  |
|  |                  |                  |                  |          |   |                          |                          |                          |  |   |                  |                  |                  |  |

### Final
| Fecha                       | Hora  | Equipo local               | Resultado | Equipo visitante           |
| --------------------------- | ----- | -------------------------- | --------- | -------------------------- |
| 10 de julio de 2018         | 19:30 | Tijuana Zonkeys            | 83 - 66   | Halcones de Ciudad Obregón |
| 11 de julio de 2018         | 19:30 | Tijuana Zonkeys            | 74 - 71   | Halcones de Ciudad Obregón |
| 14 de julio de 2018         | 20:20 | Halcones de Ciudad Obregón | 83 - 73   | Tijuana Zonkeys            |
| 15 de julio de 2018         | 19:15 | Halcones de Ciudad Obregón | 89 - 81   | Tijuana Zonkeys            |
| 16 de julio de 2018         | 20:15 | Halcones de Ciudad Obregón | 80 - 99   | Tijuana Zonkeys            |
| 19 de julio de 2018         | 19:30 | Tijuana Zonkeys            | 87 - 73   | Halcones de Ciudad Obregón |
| Zonkeys gana la serie 4 - 2 |       |                            |           |                            |

## Líderes individuales
| Categoría   | Jugador                                       | Promedio | % |
| ----------- | --------------------------------------------- | -------- | - |
| Puntos      | Sammuel Yeager (Frayles de Guasave)           | 24.96    | * |
| Rebotes     | Israel Gutiérrez (Halcones de Ciudad Obregón) | 11.65    | * |
| Asistencias | Jeff Stubbs (Águilas Doradas de Durango)      | 7.62     | * |